# Deutscher Radfahrer-Bund

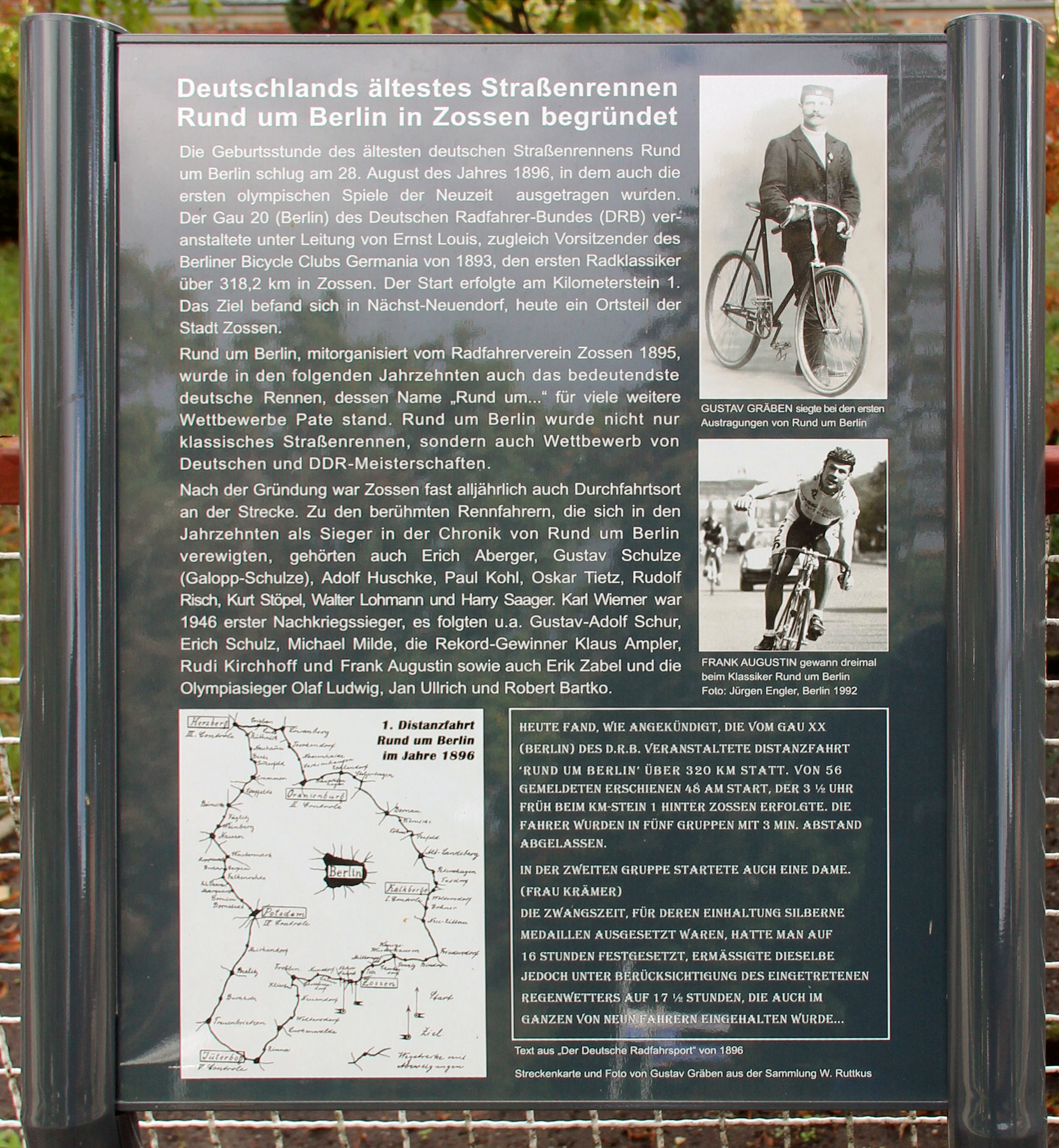
Gedenktafel für Deutschlands ältestes Straßenrennen in Zossen

Der Deutsche Radfahrer-Bund (DRB) wurde im August 1884 in Leipzig gegründet. Im Jahr 1919 vereinigten sich der DRB und die Allgemeine Radfahrer-Union zum Bund Deutscher Radfahrer.
Der Anfang 1883 gegründete „Deutsche und Deutsch-Österreichische Velocipedisten-Bund“ mit 1770 Mitgliedern, der im Frühjahr 1883 gegründete  Norddeutsche Velocipedisten-Bund mit 632 Mitgliedern, gegründet im Frühjahr 1883, und der Rheinischer Velocipedisten-Bund mit 132 Mitgliedern sondierten bei einem Treffen am 29. Juni 1884 in Meiningen eine Bundesgründung und gründeten den „Velocipedisten-Congress“ am 17. August 1884 in Leipzig im Saale der Moritzburg den Deutschen Radfahrer-Bund. „...an die 300 waren dem gastlichen Ruf (von Leipzig) gefolgt.“ „Die Hauptaction, das Wettrennen (auf dem Rennplatz am schattigen Waldesrand) ... (sahen wohl) geschätzte zehn Tausend...“.
Erster Vorsitzender und „Vater des Bundes“ wurde Carl Hindenburg, Mitglied des Magdeburger Velociped-Clubs von 1869. Er war von 1884 bis 1893 im Amt. Nachfolger war von 1894 bis 1896 Rechtsanwalt Rudolf Vogel aus Königsberg. Es folgten: 1897 Ludwig Holtbuer, Leipzig; 1898–1914 Theodor Boeckling, Essen; 1915–1923 Dr. Paul Martin, Charlottenburg; 1924–1925 Dr. Heinrich Stevens, Köln; 1926: Dr. Hans Totschek, Stettin; 1927–1928 Georg Schweinitz, Dresden.
Im Jahrbuch der deutschen Radfahrer-Vereine 1897 wird die Radfahrerverbandsbildung und Entstehung des Deutschen Radfahrer-Bunds im Porträt Carl Hindenburgs wie folgt beschrieben: „Im Jahre 1882 entstanden die beiden sich wie feindliche Brüder gegenüberstehenden Verbände: Der Deutsch-Oesterreichische Velocipedisten-Bund in Süd- und Mitteldeutschland, sowie der Norddeutsche Velocipedisten-Bund; der erstere mit seinem Sitz in München, der andere mit der Centralstelle in Berlin-Hannover. [...] Nach langem, oft vergeblich scheinendem Bemühen gelang es endlich im August 1884 durch Begründung des Deutschen Radfahrer-Bundes in Leipzig die Gegner zu versöhnen: Hindenburg wurde in Anerkennung seiner Verdienste die oberste Leitung und der Vorsitz in dem neugeschaffenen Verband übertragen.“

## Die Gauverbände des DRB
Der Deutsche Radfahrer-Bund war in 40 Gauverbände gegliedert. Die Gaue veröffentlichten Tourenbücher, Festschriften und teilweise auch eigene Radfahrerzeitungen. Radfahrerkarten der Gaue entstanden insbesondere vom Verleger Robert Mittelbach in Kötzschenbroda und Leipzig auch durch Zuschüsse des DRB. Aspekte der Geschichte einzelner Gauverbände lassen sich anhand historischer Radfahrerzeitungen rekonstruieren, z. B. Deutscher Radfahrer Bund und Norddeutsche Radsport-Zeitung.

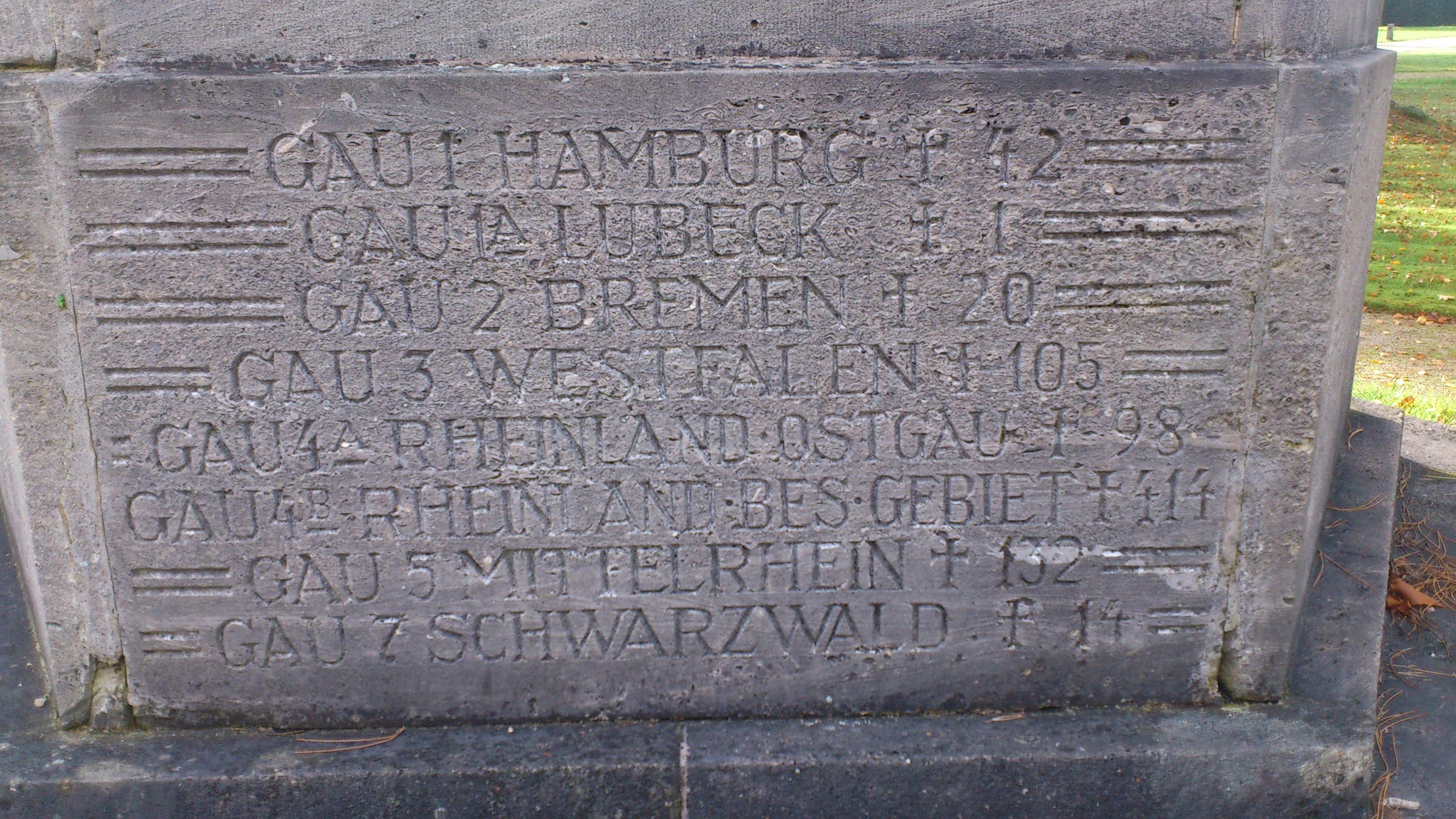
Radfahrerdenkmal Bad Schmiedeberg – Gaue 1 bis 7
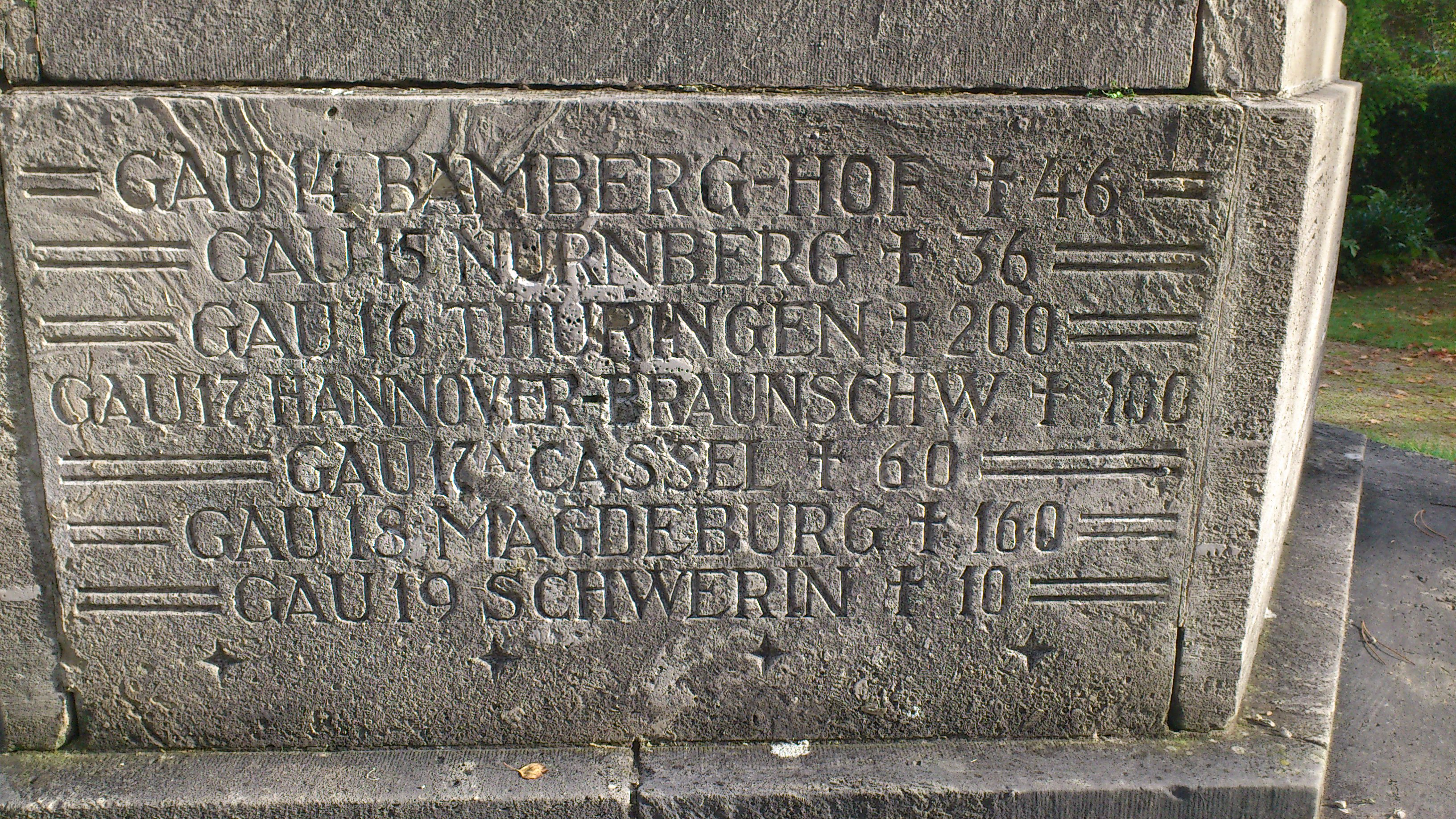
Radfahrerdenkmal Bad Schmiedeberg – Gaue 14 bis 19
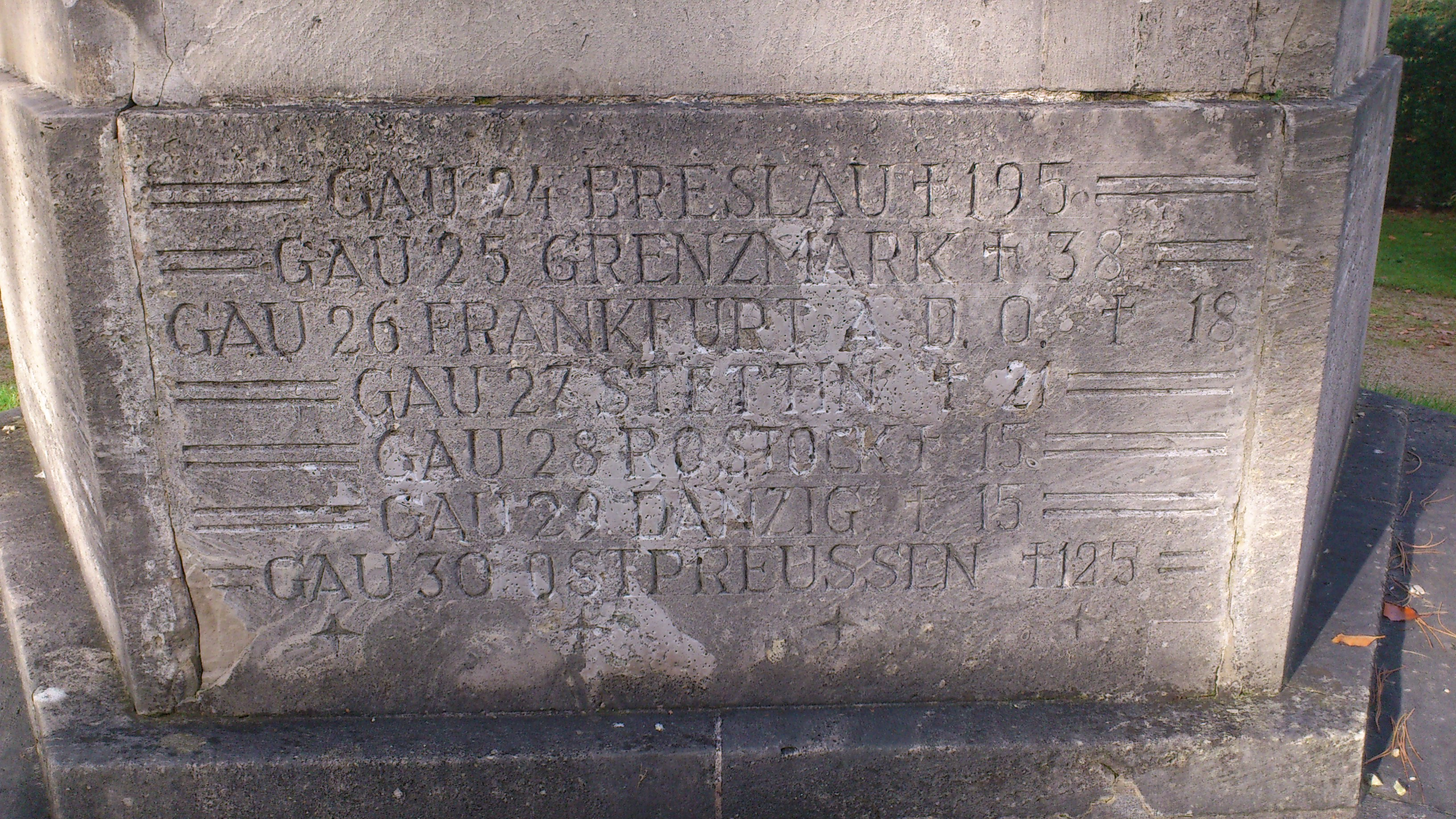
Radfahrerdenkmal Bad Schmiedeberg – Gaue 24 bis 30

## Dauer- und Fernfahrten
- Bundesfernfahrt „Rund durch Deutschland“, 1911.[10]

## Abzeichen und Logos des DRB
„Officielle Abzeichen“ des Deutschen Radfahrer-Bundes sind in der Bundeszeitung Der Deutsche Radfahrer-Bund 1891 dokumentiert.

## Bundesfeste des DRB, Mitgliederzahlen
- 1884: Leipzig, 2537
- 1885: Nürnberg, 5317
- 1886: Berlin, 7285
- 1887: Frankfurt a. M., 9154
- 1888: Wien, 11.171
- 1889: Hamburg, 12.754
- 1890: München, 13.381
- 1891: Breslau, 14.628
- 1892: Köln, 16.970
- 1893: Leipzig, 19.696
- 1894: Hannover, 22.178
- 1895: Graz, 25.556
- 1896: Halle a. S., 27.863
- 1897: Bremen, 34.906
- 1898: Dortmund, 42.713
- 1899: München, 48.283
- 1900: Magdeburg, 47.387
- 1901: Dresden, 44.841
- 1902: Kassel, 39.558
- 1903: Hamburg, 39.058
- 1904: Düsseldorf, 41.198
- 1905: Erfurt, 42.466
- 1906: Nürnberg, 43.100
- 1907: Stettin, 44.774
- 1908: Bremen, 45.463
- 1909: München, 46.542
- 1910: Görlitz, 47.564
- 1911: Frankfurt a. M., 46.903
- 1912: Braunschweig, 47.476
- 1913: Breslau, 47.640
- 1914: Augsburg, 46.615

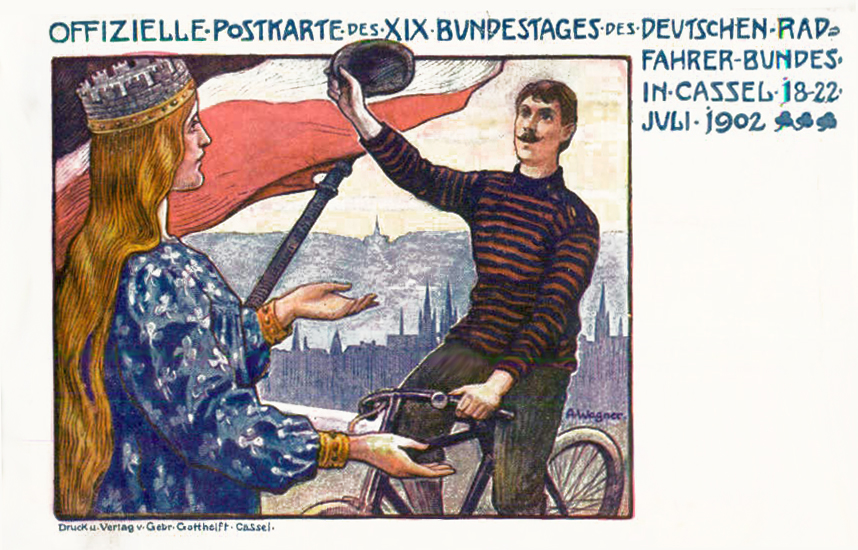
Offizielle Postkarte des XIX. Bundestages des Deutschen Radfahrer-Bundes in Cassel, 18.–22. Juli 1902.

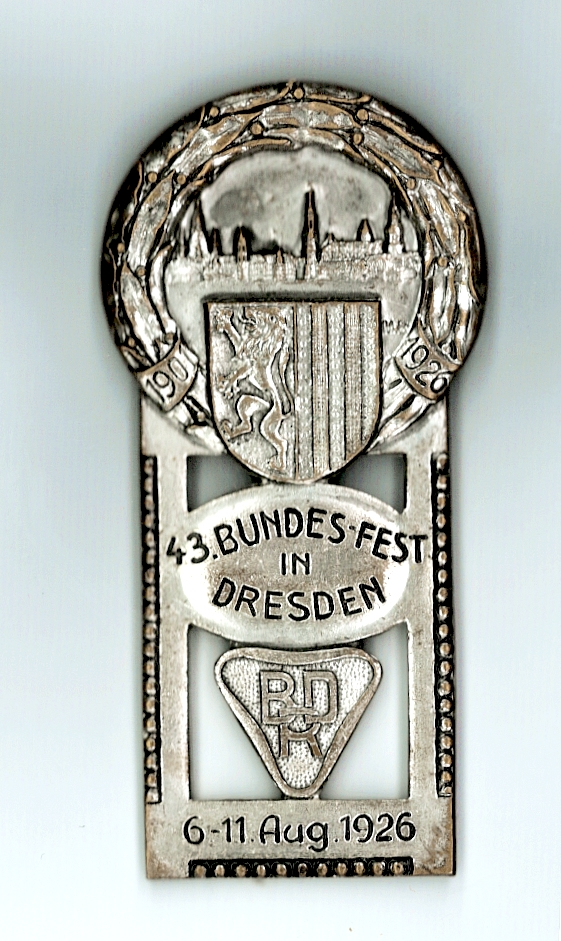
Plakette 43. Bundes-Fest 1926 in Dresden

- 1915: ausgefallen, 25.102 (ca. 30.000 kriegsbedingt ausgeschieden)
- 1916: ausgefallen, 17.374
- 1917: ausgefallen, 12.088
- 1918: ausgefallen, 10.663
- 1919: ausgefallen, 23.302
- 1920: ausgefallen, 36.331[12]
- 1926: Dresden

### Hand- und Tourenbücher
Der Deutsche Radfahrer-Bund und die einzelnen Gauverbände des DRB veröffentlichten Hand- und Tourenbücher mit Hinweisen für das Radwandern und Tourenbeschreibungen. Einige dieser Bücher wurden inzwischen digitalisiert. 

### Festbücher, Festprogramme und Liederbücher
- Festschrift des „Radfahr-Humor“ zum VII. Bundestag des Deutschen Radfahrer-Bundes und zum V. Kongreß der Allgemeinen Radfahrer-Union, August 1890, Digitalisat, BSB München.
- Festschrift zum IX. Bundestage des Deutschen Radfahrer-Bundes in Köln, 1892, Digitalisat, UB Köln.
- Amtliche Festschrift zum XIV. Bundestage des Deutschen Radfahrer-Bundes in Bremen, 1897, Digitalisat, SUB Bremen.
- Festschrift des Radfahr-Humor zum XVI. Bundestage des D. R. B. zu München 1899, Festgabe, allen Bundestagsbesuchern zu freundlicher Erinnerung zugeeignet ; mit zahlreichen Illustrationen der Münchener Künstler I. B. Engl, Th. Grätz, E. Heine, Emil Kneiß, E. Neumann, Adolf Rummel, F. Stuck und E. Rantzenhofer-Wien, München, 1899. Digitalisat, BSB München.
- Offizielle Fest-Zeitung zum Sommergautag des Gaues 21 Sachsen des Deutsch. Radf.-Bundes : verbunden mit 10jähr. Stiftungsfest und Bannerweihe des Radfahrer-Klubs 1890 Waldheim am 21., 22. und 23. Juli 1900, Digitalisat, SLUB Dresden.
- Liederbuch des Gau 19 Rostock des Deutschen Radfahrer-Bundes, ca. 1900, Digitalisat der UB Rostock.[13]
- Fest-Buch für das IV. Wander-Sportsfest der Süddeutschen Gaue 5, 6, 7 und 8 des Deutschen Radfahrer-Bundes in Cannstadt a. Neckar am 26., 27. u. 28. September 1903, Digitalisat WLB Stuttgart.